# Plagiognathus reinhardi
Plagiognathus reinhardi är en insektsart som beskrevs av Johnston 1935. Plagiognathus reinhardi ingår i släktet Plagiognathus och familjen ängsskinnbaggar. Inga underarter finns listade i Catalogue of Life.